# Alex Fong
Alex Fong Lik-san (en chino: 方力申, nacido el 26 de febrero de 1980) es un actor,  cantante y deportista de natación de Hong Kong.

## Biografía
Es conocido también como "Little Fish volador" por sus logros en la disciplina de natación. 

## Carrera
A partir de 2005, tiene varios reconocimientos en Hong Kong como uno de los mejores deportistas. Representó a Hong Kong a la edad de 11 años de edad. También representó a Hong Kong en los Juegos Olímpicos de Sídney en 2000, pero no pudo llegar a la final. Es licenciado en Administración de Empresas graduado en la Universidad de Hong Kong. Captó la atención de los ejecutivos de las discográficas con su popularidad entre las adolescentes y se convirtió en un cantante popular en 2001. 
Había sido asignado para trabajar con Stephy Tang (邓丽欣), del exgrupo de Cookies/Mini Cookies en los últimos años. También ha grabado canciones a duetos: 好心 好 报, 好好 恋爱, 十分 爱 (ganador del 'Premio a la Mejor Dúo de Oro "del 2006 de oro sólido de Jade), 我 的 最爱, 重 爱 (versión en mandarín de 我 的 最爱) y 七年.

## Discografía

### Álbumes
- Alex Sun (2001)
- One Anniversary (2002)
- Alex Fong New Songs and Best Selections (2003)
- True (2003)
- Never Walk Alone (2004)
- 903 California Red: Eleven Fires Concert (2004)
- Be Good (2005)
- The Lost Tapes: Alex Fong Lik-sun (2006)
- In Your Distant Vicinity (2007)
- Alex Fong 2008 L For Love New and Best Selected (2008)
- Time Flies  (2009)
- 7YRS (2009)

## Filmografía

### Películas
- 2001 - 2002 (二〇〇二) Starring: Alex Fong, Nicholas Tse, and Sam Lee
- 2002 - Feel 100% (百分百感覺) (Role: Male lead with Daniel Chan, Starring as female lead: Niki Chow and Rain Li)
- 2002 - Give Me a Chance
- 2003 - My Lucky Star (行運超人)
- 2003 - Sound of Colors (地下鐵)
- 2004 - Elixir of Love
- 2004 - Love on the Rocks (恋情告急) [cameo]
- 2004 - Astonishing
- 2004 - Super Model
- 2005 - My Family (甜孫爺爺) (Role: Male lead with Harwick Lau, Starring with female lead: Shirley Yeung)
- 2006 - McDull, the Alumni (春田花花同學會)
- 2006 - Marriage with a Fool (獨家試愛) (Role: Male lead, Starring as female lead: Stephy Tang)
- 2006 - Troy (Funky Monkey Dance Party II)
- 2006 - I'll Call You (得閑飲茶) (Role: Male lead, Starring as female lead: Viann Liang)
- 2006 - Dating a Vampire (愛上尸新娘) (Role: Male lead, Starring as female lead: Miki Yeung)
- 2006 - Love @ First Note (戀愛初歌) (Role: Male lead with Justin Lo, Starring as female lead: Kary Ng)
- 2007 - Love in Macau
- 2007 - Love Is Not All Around (十分愛) (Role: Male Lead, Starring as female Lead: Stephy Tang)
- 2007 - It's a Wonderful Life (心想事成) (Role: Male Lead with Ronald Cheng, Starring as female lead: Teresa Mo and Louisa So)
- 2007 - Bullet and Brain
- 2008 - L For Love♥ L For Lies (我的最愛) (Role: Male Lead, Starring as female lead: Stephy Tang, Miki Yeung)
- 2008 - Legendary Assassin (狼牙)
- 2009 - I Corrupt All Cops
- 2009 - Metallic Attraction: Kungfu Cyborg
- 2010 - Just Another Pandora's Box
- 2010 - The Fantastic Water Babes
- 2011 - I Love Hong Kong
- 2011 - The Founding of a Party (建党伟业)
- 2011 - Love is the Only Answer(人約離婚後)
- 2011 - Summer Love
- 2011 - Chase Our Love
- 2011 - East Meets West 2011
- 2012 - Love at 30000 Feet
- 2012 - Flash Play

### Televisión
- Twin of Brothers (2011)
- Dressage to Win (TVB, 2008)
- Colours of Love (TVB, 2007)
- My Family (TVB, 2004)
- Sunshine Heartbeat (TVB, 2004)
- Hearts Of Fencing I (TVB, 2003)
- Feel 100% (TVB)

## Premios
| Año  | Premio                                            | Categoría                           | Obra                                                        | Resultados   | Referencias |
| ---- | ------------------------------------------------- | ----------------------------------- | ----------------------------------------------------------- | ------------ | ----------- |
| 2001 | Ultimate Song Chart Awards 叱咤樂壇流行榜頒獎典禮 | Ultimate New Male Artist Award      | Alex Fong                                                   | Bronze Award | [ 3 ]       |
| 2001 | 2001 RTHK Top 10 Gold Songs Awards                | Best New Prospect Male Artist Award | Alex Fong                                                   | Silver Award | [ 4 ]       |
| 2001 | 2001 Jade Solid Gold Top 10 Awards                | Best Newcomer for Male Artist       | Alex Fong                                                   | Silver Award | [ 5 ]       |
| 2003 | Metro Showbiz Hit Awards 新城勁爆頒獎禮           | Hit Duet Song                       | Ho Sum Ho Bo (好心好報) with Stephy Tang                    | Won          | [ 6 ]       |
| 2003 | 2003 RTHK Top 10 Gold Songs Awards                | Top 10 Songs                        | Ho Sum Ho Bo                                                | Won          | [ 7 ]       |
| 2003 | 2003 Jade Solid Gold Top 10 Awards                | Best Duet Song                      | Ho Sum Ho Bo (好心好報) with Stephy Tang                    | Silver Award | [ 8 ]       |
| 2004 | Metro Showbiz Hit Awards 新城勁爆頒獎禮           | Hit Song                            | 大方                                                        | Won          | [ 9 ]       |
| 2004 | Metro Showbiz Hit Awards 新城勁爆頒獎禮           | Hit Duet Song                       | Ho Ho Lieu Hoi (好好戀愛) with Stephy Tang                  | Won          | [ 9 ]       |
| 2004 | Metro Showbiz Hit Awards 新城勁爆頒獎禮           | Hit Popular Male Artist             | Alex Fong                                                   | Won          | [ 9 ]       |
| 2004 | 2004 RTHK Top 10 Gold Songs Awards                | Top 10 Songs                        | Ho Ho Lieu Hoi (好好戀愛)                                   | Won          | [ 10 ]      |
| 2004 | 2004 Jade Solid Gold Top 10 Awards                | Best Duet Song                      | Ho Ho Lieu Hoi (好好戀愛) with Stephy Tang                  | Won          | [ 11 ]      |
| 2005 | Metro Showbiz Hit Awards 新城勁爆頒獎禮           | Hit Song                            | Mr. ABC (ABC 君)                                            | Won          | [ 12 ]      |
| 2005 | Metro Showbiz Hit Awards 新城勁爆頒獎禮           | Hit Karoke Song                     | Hurting Yourself, Hurting Others (自欺欺人) with Theresa Fu | Won          | [ 12 ]      |
| 2006 | Metro Showbiz Hit Awards 新城勁爆頒獎禮           | Hit Song                            | In Your Distant Vicinity (在你遙遠的附近)                   | Won          | [ 13 ]      |
| 2006 | Metro Showbiz Hit Awards 新城勁爆頒獎禮           | Hit Duet Song                       | Extremely Love (十・分愛) with Stephy Tang                  | Won          | [ 13 ]      |
| 2006 | 2006 Jade Solid Gold Top 10 Awards                | Best Duet Song                      | Extreme Love (十分‧愛) with Stephy Tang                     | Gold Award   | [ 14 ]      |